# Carmen Pombero
Carmen Pombero León (Sevilla, 31 de julio de 1973) es una escritora, terapeuta y coach fundadora de Surya Reiki Costa del Sol, y Mujer de Fuego. A lo largo de las tres décadas anteriores a la fundación de sus empresas de terapias y coaching para mujeres emprendedoras y líderes, tuvo una exitosa carrera como guionista, dramaturga y directora teatral, donde escribió en las series de mayor audiencia de la televisión en España y Latinoamérica y recibió numerosos premios internacionales por su carrera como directora y dramaturga. A día de hoy, su obra teatral se sigue estrenado y es objeto de estudio en universidades de todo el mundo. Ha sido traducida al inglés, francés y griego. Se la considera una de las mejores autoras de habla hispana del siglo XXI e integrante de la Generación Romero Esteo, nueva dramaturgia andaluza.

## Biografía
Nació en Sevilla en 1973. Influenciada por el amor a las artes de sus padres y por sus hermanos Manuel, profesional del campo de la gestión cultural en la Agencia Andaluza de Instituciones Culturales, y Tomás, fundador de la compañía de títeres Desguace Teatro entra en contacto con el lenguaje escénico desde muy temprana edad. A los quince años inicia sus estudios como actriz en la escuela taller de la compañía teatral “La piña”.

### Formación
Carmen Pombero ha tenido una amplia formación privada en el teatro, cine, narrativa, promoción de la igualdad de género y terapias holísticas. 
Al finalizar el bachillerato y la escuela taller "La piña", se trasladó a Nueva York en 1994 para formarse en las materias de interpretación y dirección en el Puerto Rican Traveling Theatre, compaginándolo con workshops en el ya desaparecido  The Actors Arena y estudios de danza en el Broadway Dance Center. 
En 1995 regresa a su ciudad natal, Sevilla, para complementar sus estudios en TNT, Centro Internacional dedicado a la investigación y formación teatral parte del programa de la Unión Europea "Laboratorios Teatrales Europeos como Innovadores Culturales") y en el Centro Andaluz de Teatro. Por este último pasan profesores de la talla de José Sanchís Sinisterra, Sarah Kane y otros autores de la Royal Court Theatre de Londres. Pombero aprende a escribir con profesores de la talla de Michel Azama o David Greig.
Paralelamente a su carrera profesional en el mundo teatral, se inicia en el campo audiovisual en la escuela de cine San Antonio de los Baños, en Cuba, estudiando dirección de actores para cine y televisión. Finalmente se traslada a Madrid, donde continúa su formación en guion en talleres de la SGAE. Más tarde se formaría en narrativa infantil, de terror y microrrelato con autores como Alberto Chimal, Gloria Fernández Rozas o Inés Arias de Reyna y en las escuelas de Fuentetaja, Escuela de Escritores y Círculo de Bellas Artes.
Es a partir de una enfermedad autoinmune cuando Carmen Pombero encuentra la sanación en la Medicina Holística como Reiki Angélico, Reiki Delfínico, Usui, Kinesiología y Flores de Bach, además de la meditación a la que era asidua desde hacía años en el centro vedanta Sivananda Yoga, fundado por el famoso Swami Sivananda. Es entonces cuando comienza un giro personal y profesional que la llevaría a formarse en Madrid como instructora de relajación y meditación en el ya desaparecido Centro Causai (Federación Ananda de Terapias Holísticas), o el propio Centro Sivananda y como maestra y terapeuta de reiki en la Fundación Sauce o el Centro Reiki es Luz entre otros.
En el 2016 se traslada a Sevilla tras 15 años en Madrid y allí se forma como experta en género, emprendimiento, empoderamiento y arteterapeuta en la Escuela Feminarian, Escuela Periféricas y en la Escuela Virtual de Igualdad del Gobierno de España. En 2023 abandona su carrera en el audiovisual y el teatro y se traslada a Torremolinos en la Costa del Sol para fundar el espacio de terapias y coaching Surya Reiki Costa del Sol y Mujer de Fuego, con el objeto de ayudar a otras mujeres a sanar, empoderarse y emprender,  junto a su marido, Leo Núñez, coach de imagen personal.  y experto en autoconciencia.

### Trayectoria
Comienza dirigiendo al grupo de teatro de la facultad de Medicina de la Universidad de Sevilla, con el musical Piano bar. Pero sería su segundo espectáculo, la comedia gestual Silencio, biblioteca, la que le valdría ganar el Certamen de Teatro Joven de Sevilla y representar a España en la Bienal de Jóvenes Creadores de Europa y el Mediterráneo en Sarajevo 2021. Paralelamente, fue coordinadora de programas en la secretaria de dramaturgia en la Unidad de Dirección del Centro andaluz de teatro, donde entra en contacto con la generación de autores premiados en los Romero Esteo como Javier Berger, Tomás Afán o Antonio Hernández Centeno interesándose a partir de entonces en la dramaturgia. Junto a ellos y otras dramaturgas como Gracia Morales, Dámaris Matos o Marilia Samper formaría parte de la Generación Romero Esteo, nueva dramaturgia andaluza.
Con su propia compañía profesional, estrena el espectáculo Vanidades y crea la dramaturgia para el espectáculo de danza En la ausencia del vacío, de la coreógrafa Marta Toro, que gana el Certamen Coreográfico Andaluz.[cita requerida] Ese mismo año también coordinó con Francia la Muestra de Teatro de Autores Vivos, un espectáculo de piezas breves de varios autores y autoras que denunciaba la escasa visibilidad de la autoría contemporánea en los teatros estatales de toda Europa. [cita requerida]
Trasladada a Madrid en el 2001, se gana la vida escribiendo monólogos cómicos en clubes de la comedia y cuñas publicitarias para SyFy, Calle 13 . Incluso hace incursiones en el mundo de los eventos como creativa. Después de trabajar en el desarrollo de una película que no llegó a producirse con el director Benito Zambrano, logra estrenar su primera TV Movie  ¿Y a mí quién me cuida?, dirigida por Ángeles Gonzalez-Sinde, que inauguró la sección de TV Movies del Festival de Cine En Español de Málaga. Posteriormente es fichada por los hermanos Agustín y Pedro Almodóvar como guionista de Mujeres, serie de prime time que supuso el debut de los hermanos como productores de ficción televisiva. Sería el comienzo de una carrera como guionista en series de éxito como Hospital Central o Sin Tetas no hay paraíso. A partir de 2008, y durante varios años, trabaja con el director Salvador Calvo y el dramaturgo y guionista Antonio Hernández Centeno para crear miniseries entre ellas La duquesa, Hermanos, Mi gitana o Paquirri. Tras la separación del equipo, Antonio y Carmen trabajan como argumentista y dialoguista respectivamente en la serie diaria Ciega a citas, que es nominada a los premios Emmy Internacional como Mejor telenovela.[cita requerida] Carmen Pombero continuaría en solitario como dialoguista en la serie Seis Hermanas, de Bambú Producciones y posteriormente desarrollando ideas originales o como guionista o showrunner en plataformas como Vix+ , MoviStar o Netflix.
Entre el 2011 y el 2014 publica sus novelas infantiles El origen de Skywoman y Anita Cazafantasmas, el conde Drácula se ha escapado, así como Circus, una historia de autómatas, novela juvenil de fantasía steampunk. Además, indaga en la creación de universos transmedia, llegando a escribir un libro recopilación de los post que escribiría con otros compañeros en un blog. Fue elegida como storyteller y redactora de los textos del Pabellón de España en la Exposición Internacional de Milán 2015.[cita requerida]
En el 2019 dio el salto a los musicales escribiendo el libreto de la obra Palabras al vuelo, para la fundación Pasión por la música, con partituras de Pablo Cervantes. El espectáculo fue estrenado en el Cartuja Center de Sevilla y también estuvo en otros teatros como el Gran Teatro Falla de Cádiz.
Además de su trabajo en teatro, cine y televisión, Carmen Pombero ha tenido una larga carrera como formadora en escuelas de cine y teatro, para universidades de todo el mundo y para instituciones gubernamentales, así como infinidad de ponencias sobre el papel de la mujer en las artes y el compromiso social de las creadoras. Ha sido requerida en festivales de cine como el Generamma https://generammafestival.com/ , el Festival de Cine Iberoamericano de Huelva o el Festival de Cine Europeo de Sevilla como mentora de nuevas generaciones de mujeres guionistas o dramaturgas o como ponente y formadora de showrunners, hasta su retirada a la Costa del Sol. 
Desde entonces, es coach y ponente en temas relacionados con mujer, emprendimiento, empoderamiento, salud y bienestar, principalmente desde su plataforma de Liderazgo y Coaching energético Mujer de Fuego, donde además de las formaciones y ebooks para mujeres, tiene un podcast del mismo nombre.
Pombero es miembro de la AAT, Asociación de Autores y Autoras de Teatro (Asociación Colegial de Escritores) y de DIMEE, asociación de mujeres empresarias y emprendedoras de la Costa del Sol.

## Obra
Es autora de obras teatrales de marcado compromiso social como Elkafán, que explora los orígenes del yihadismo en España; Cuando regreses a New York, un drama familiar que indaga en la enfermedad, la homosexualidad y el retorno de los inmigrantes a sus hogares de origen o Pater, matris, que plantea los pros y los contras de la maternidad en parejas lésbicas.
La búsqueda de la identidad y de un nuevo lugar en el mundo fueron temas fundamentales en su dramaturgia. Influida por los problemas de su generación, plasma en sus primeras obras personajes principalmente urbanos que no poseen todo aquello que desean e incluso no llegan a conocer su propia identidad, creando así una búsqueda constante y una paradoja al encontrarse tan solo a ellos mismos En esos textos suelen aparecer temas candentes de la actualidad como el yihadismo, la homosexualidad, la soledad en las grandes ciudades, la violencia, la crisis económica, la marginación de la mujer o los refugiados, muchas veces desde una visión dialogante y resolutiva. Claros ejemplos de estas temáticas se encuentran en sus obras Pater, matris  con el tema de la adopción en las parejas homosexuales o en Elkafán que trata el terrorismo islámico. Le interesan mucho las relaciones existentes entre los seres humanos que enmarca en un espacio temporal que fragmenta frecuentemente. 
Tras su maternidad en el 2008 de su único hijo, Hugo, se centró en la problemática de las mujeres en el mundo, especialmente en su colección de textos breves Márgenes, publicados en diferentes países por separado.[cita requerida] En ellos aborda temas como la impune violación de jóvenes en Marruecos (Amina), la política del hijo único en China (Madres de cristal), la situación de la mujer en el México rural (Más allá de la línea azul) del tráfico de órganos de mujeres en antiguos países de la Europa del Este (Quince años después). También en su teatro infantil y juvenil. En El circo de Valentina, los gobernantes no dejan que un circo ambulante (cuyos personajes son alegorías) entren en su "ciudad civilizada" porque no tienen los papeles en regla, creando un cruel paralelismo con la situación de los refugiados. En su musical Palabras al vuelo, una niña es marginada por escribir poesía abordando la obra temas como la igualdad de género, la inteligencia emocional o el acoso escolar. En las piezas breves juveniles que publica en la colección El tamaño no importa explora temas como el voluntariado y el activismo juvenil en campos de refugiados, el acoso sexual o las adolescentes y su sexualidad. Para favorecer el empoderamiento de las mujeres y visibilizarlas en la historia, está como ejemplo la pieza publicada en Francia Colegas intachables, donde denuncia la falta de reconocimiento a las mujeres en los Premios Nobel.
En televisión ha elegido siempre proyectos que hablasen de las relaciones y la enfermedad (Hospital Central), la corrupción (Hermanos) o el papel de la mujer en la sociedad durante diferentes épocas, como Mujeres o Seis Hermanas o Ciega a citas.
En sus trabajos narrativos abordó la fantasía, de steampunk y de terror con temáticas que se centraban en el poder del mal sobre el bien, la muerte, la resurrección, las obsesiones, con atmósferas extrañas y uso de un lenguaje mucho más literario e incluso a veces poético. Algunos de sus microrrelatos pueden resultar fuertes y desagradables por el tema que encierran y en estos casos el estilo es breve y cortante.
Carmen Pombero trabaja desde el drama realista, la comedia, el musical o el suspense, destacando en el género de la tragicomedia y la dramedia.
Su temática ha dado un giro a partir de la fundación de Surya Reiki Costa del Sol para centrarse en la escritura de manuales de autoayuda, coaching y arteterapia y un teatro ligado a la superación, la espiritualidad o el emprendimiento acorde con los valores de su empresa.

## Estilo
El estilo de Carmen Pombero se caracteriza por una mezcla de fantasía y realidad, una fuerte crítica social, un marcado simbolismo y un toque de humor ácido. Es una dramaturga que observa y escucha la realidad de las calles. Gusta de arriesgar y explorar formas de narrar y la influencia del cine y la televisión se aprecian en sus diálogos ágiles y fluidos. Es común en su dramaturgia la elipsis temporal y entremezclar pasado, presente y futuro, jugando constantemente con la sucesión de los acontecimientos, que desordena para que el espectador o lector tenga que unirlos y entender así lo sucedido (Amina, Madres de cristal...) Incluso crea historias paralelas que coinciden en tiempo pero no en lugar (Pater, matris). Se ayuda de elementos cotidianos para crear escenarios simbólicos y coloca escenas oníricas para marcar las transiciones, lo que contrasta con el profundo realismo de los contenidos.
La música y el sonido son otro elemento esencial que posee gran peso en la obra de Carmen Pombero y que se puede apreciar en Elkafan, donde la atmósfera asfixiante es potenciada con el sonido de un ventilador que hace mucho ruido o Cuando regreses a New York…, donde el bolero de Antonio Machín recorre continuamente el drama.
En sus últimos trabajos ha ido incluyendo escenas muy cinematográficas en sus textos dramáticos como en El último pastor, Amina o Madres de cristal. También ha explorado el docuteatro y gusta de ntroducir en su obra dramática el cuento y la poesía, creando un curioso juego de géneros del que ya se han hecho eco los analistas de su obra.

## Premios y reconocimientos
Ha recibido el Premio de Teatro Breve Dramaturgo José Moreno Arenas, Premio Rafael Guerrero de Teatro Mínimo, Premio José Martín Recuerda, el Premio María Teresa León para autoras de habla hispana además de numerosos accésit como el Premio Romero Esteo.
En el 2011 fue incluida en el Catálogo de Autores Contemporáneos de Habla Hispana más relevantes en la Cátedra en Honor a Miguel Delibes del Graduate Center de la Universidad de Nueva York y la Universidad de Valladolid.

## Publicaciones

### Teatro
- Nosotras. Antología Destierro [8]. Editorial Antiopia. Coordinado por Juan Carlos Galiana. ISBN 978-84-949520-1-2. 2020.
- El tamaño no importa 9. 2019. (Pombero, et al.) Ediciones Antígona - AAT, Madrid. ISBN 978-84-96837-38-6[9]
- Palabras al vuelo. Fundación Pasión por la Música. Obra musical infantil para ser interpretada por un coro, dos solistas y una orquesta. Estrenada en el Teatro Cartuja Center de Sevilla. 2019.
- Pater, Matris. Universidad Autónoma Baja California. Facultad de Artes. Dirección: Daniel Serrano. 2019.
- Quince años después. Estrenada en la Muestra de dramaturgia femenina española, III Festival del Teatro Español. Atenas. 2019. Antología La dramaturgia femenina del siglo XXI. (Η ιζπανική γυναικεία δραμαηουργία ηου 21ου αιώνα, ISBN 978-960-7708-88-5 (I volumen -español) y 978-960-7708-89-2 (II volumen -español ). 2019.
- Colegas intachables. ReCHERches n° 22/2019 La Generación Romero Esteo.Édité par Miguel F. Gil Palacios. 2019.
- El tamaño no importa 8. 2018. (Pombero, et al.) Ediciones Antígona - AAT, Madrid. ISBN 978-84-15681-56-8. 2018.
- Madres de cristal. Antología Escenarios de crisis: dramaturgia femenina en el nuevo milenio. Ediciones Benilde. ISBN 978-84-16390-77-9. 2018. Archivado el 1 de agosto de 2019 en Wayback Machine.
- El circo de Valentina. 2016. Estrenada por LaMaraña Teatro en el Fest.
- Cuando regreses a New York. El Delirio Producciones. Kentucky. U.S.A. 2015.
- Socorro por compasión. Compañía de Teatro La Casona. U. Andrés Bello. Auditorio José María Aznar. Campus Casona de Las Condes (Chile). Dirección Alejandro Bloomfield. 2013.
- Cuando regreses a New York. Universidad de Sonora. México. Tercer Festival de Teatro en el Trapecio. Dirección Jorge Rojas Fernández. 2013.
- Amina (2012). Estrenada como lectura dramatizada y publicada en IV Certamen de Teatro "Dramaturgo José Moreno Arenas. Editorial Carena 2013. ISBN 978-84-15681-56-4.
- Yo, Pablo (2010). Estrenada en el Maratón de Monólogos en La Casa Encendida (Madrid) y en Gran Teatro de Córdoba.
- En las calles (2010). Universidad Autónoma Ciudad Juárez. Antología Teatro Infantil y Juvenil.
- En ninguna parte (2010). Junta de Andalucía. Antología 25 autores, 25 obras.
- Más allá de la línea azul  (2010). Jirones de azul. Antología teatro de mujeres para mujeres.
- Posesiones  (2009). Editado por Universidad Juárez Archivado el 1 de agosto de 2019 en Wayback Machine.. México.
- Perdidos en el limbo  (2009). Estrenada.
- Lunes, martes, miércoles...  (2008). E.P.G.P.C. Cuadernos escénicos Nº14. Homenaje desde Andalucía a Samuel Beckett. Estrenado
- Maldito Parné  (2008). Estrenado.
- Piezas Urbanas  (2007). E.P.G.P.C. Colección Textos Dramáticos. N º 19.
- El extranjero, Madrugadas de verano, Tanatorio  (2007). Editorial Nueva Generación. Varios radioteatros variados. Buenos Aires. Argentina.  El extranjero y  Tanatorio estrenado.
- Un ramo de flores y Jornada de anhelos  (2006). Diputación de Cádiz y Teatro.
- Ellas no se aman  (2006). E.P.G.P.C. Sesenta obras de un minuto de sesenta autores andaluces. Estrenado.
- Una llamada una esperanza  (2005). Editado por editorial Nueva Generación. Buenos Aires. Argentina.
- Las estaciones de trapo  (2005). Estrenado.
- Cuando regreses a New York…  (2005). Edita Diputación y delegación de Cultura de la Junta de Andalucía y Caja Granada.  Estrenado.
- El gran hotel (2004). Revista Alhucema nº12.
- Un baño en la estación (2003). Revista digital Gatos en escena. Estrenado.
- Elkafán (2003). Editado por ediciones ADE. Serie dramática.
- Pater, Matris  (2001). Editado por ediciones ADE. Serie dramática. Estrenado.
- El Calvo (2003). Editado por AAT y Ministerio de cultura. Antología Maratón de monólogos. Estrenado.
- Perejil (2003). Estrenado.
- Calamares  (2001). Edita AAT y Ministerio de Cultura. Antología El mar.
- Marines (2001). Editado por AAT y Ministerio de Cultura. Antología teatro contra la guerra.
- Vanidades (2000). Estrenada.

### Microrrelatos
- Corre! Párrafo Magazine (Los Ángeles. USA.) 2016.
- Alicia. Párrafo Magazine. Los Ángeles. U.S.A.) 2018.
- Amor suicida. Revista El Fantasma de la Glorieta. 2013.
- Piel de barro y Dulce amigo. Sylko y Denee. Web del gremio de literatura fantástica de España. 2010.
- Los susurrantes. Revista NM. Argentina. 2010.
- Payasos impresentables. Revista Artifex. 2010.
- Piel de barro. Revista MiNatura. Cuba. 2010.

### Televisión y cine
- Seis hermanas. Guionista. Telenovela. Bambú Producciones. TVE. 2014-16.
- Ciega a citas. Guionista. Telenovela. Big Bang Producciones. Mediaset España. 2014.
- Hermanos. Guionista y creadora. Miniserie. Multipark Ficción. Dirección Salvador Calvo. Mediaset España. 2014.
- Mi gitana. Guionista y creadora. Miniserie. Mandarina Producciones. Dirección Alejandro Bazzano. Mediaset España. 2012.
- La duquesa (Segunda Parte). Guionista y creadora. Miniserie. Ficciona Media. Dirección Salvador Calvo. Mediaset España. 2011.
- La duquesa (Primera Parte). Guionista y creadora. Miniserie. Ficciona Media. Dirección Salvador Calvo. Mediaset España. 2010.
- Somos cómplices. Editora. Telenovela  Linze TV. Atresmedia. 2009.
- Paquirri. Guionista y creadora. Miniserie. Ficciona Media. Dirección Salvador Calvo. Mediaset España. 2009.
- Sin tetas no hay paraíso. Guionista y tramista. Temporadas 1 y 2. Grundy Producciones. Mediaset España. 2008-09.
- CLA.: No somos ángeles. Coordinadora de guiones y dialoguista. Telenovela. Europroducciones Ficción TV. Atresmedia. 2007.
- Hospital Central. Guionista y tramista. Prime Time. Temporadas 11, 12 y 13. Videomedia. Mediaset España. 2006-07.
- Mujeres. Guionista. El Deseo y Mediapro. Dirección Félix Sabroso y Dunia Ayaso. TVE. 2006.
- ¿Y a mí quién me cuida? Guionista. TV Movie. Argumento Pepa Álvarez. Omnibus Pictures y Steinweg Emotion Pictures. Dirección Ángeles González-Sinde. Canal Sur y TV3. 2005.